# Eleição municipal de São José de Ribamar em 2012
A eleição municipal de São José de Ribamar em 2012 ocorreu em 7 de outubro de 2012. O prefeito era Gil Cutrim, do PMDB, que tentou a reeleição. Gil Cutrim do PMDB foi reeleito prefeito de São José de Ribamar, derrotando Júlio Filho do PCdoB.

## Resultado da eleição para prefeito

### Primeiro turno
| Candidatos a prefeito | Candidatos a vice-prefeito | Número | Coligação | Votação | Percentual |
| --------------------- | -------------------------- | ------ | --- | ------- | ---------- |
| Gil Cutrim PMDB       | Eudes Sampaio PTdoB        | 15     | Força popular ribamarense (PMDB, PTdoB, PT, PRB, PTB, PR, PSL, PTN, PHS, DEM, PPS, PSC, PSDC, PSDB, PV, PSD, PTC, PRP, PMN) | 47.688  | 69,25%     |
| Júlio Filho PCdoB     | José Antônio PRTB          | 65     | São José de Ribamar Livre e Independente (PCdoB, PRTB, PDT)                                                                 | 16.999  | 24,68%     |
| Arnaldo Colaço PSB    | Professor Adrio PSOL       | 40     | Agora é a vez do povo (PSB, PSOL)                                                                                           | 4.181   | 6,07%      |